# Bendt Lindhardt

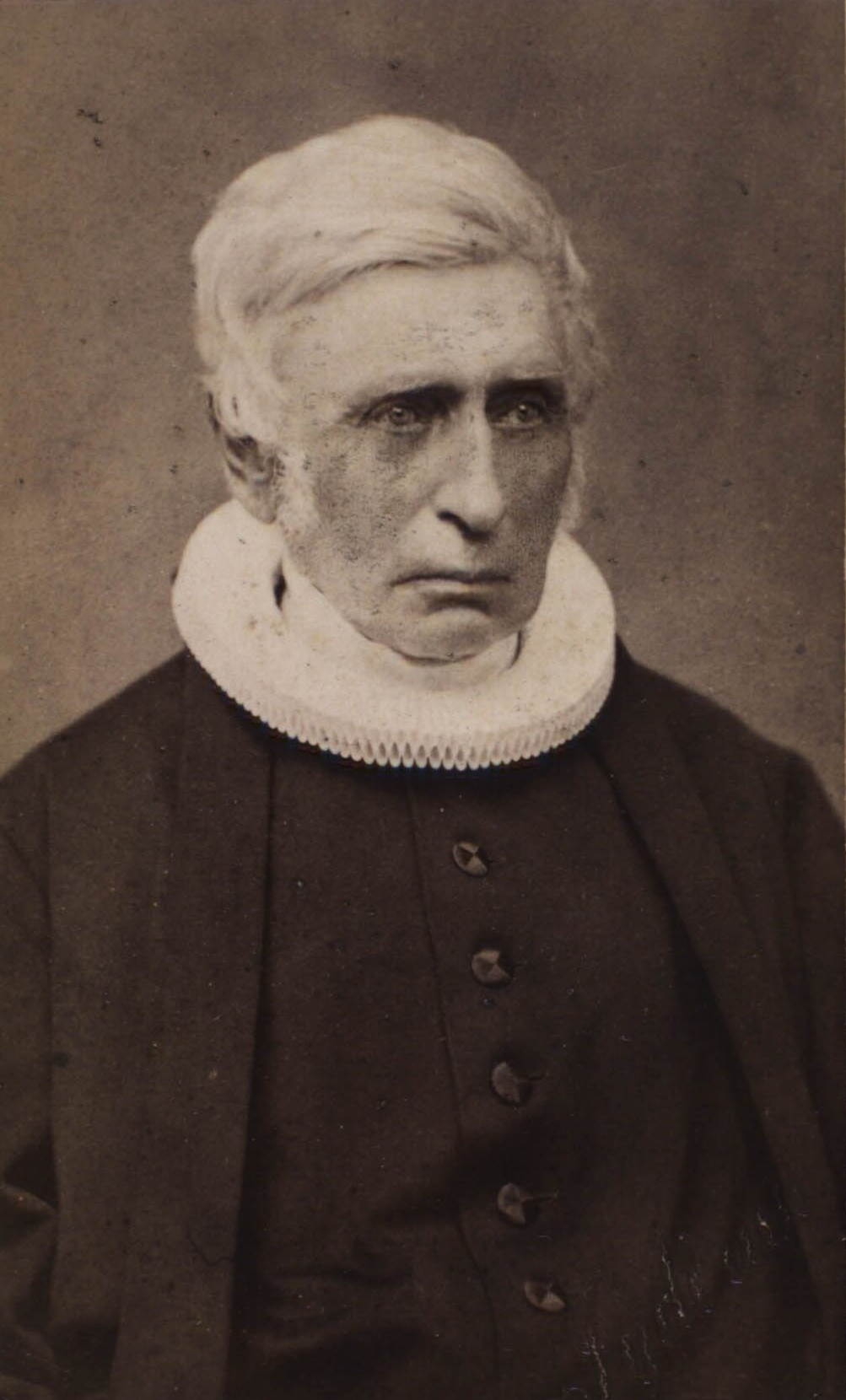
Bendt Lindhardt

Bendt Lindhardt (* 30. August 1804 in Holckenhavn bei Nyborg; † 1. Februar 1894 in Aggersvold bei Jyderup) war ein dänischer Pfarrer und Mitglied des dänischen Parlaments 1853–1854.

## Leben
Lindhardt war der Sohn des Kaufmanns Lindhardt Holgersen. Er absolvierte 1822 sein Studium in Nyborg und war 1823–1825 Hauslehrer in Faxe und Margretelund westlich von Faxe. 1831 legte er das theologische Examen ab und wurde 1832 Kaplan in der Ørbæk-Gemeinde westlich von Nyborg. Er wurde 1836 Katechet in Ribe und 1841 Pfarrer in der Gemeinde Farup bei Ribe sowie in den Gemeinden Jyderup und Holmstrup 1862–1889.
Er wurde bei den Parlamentswahlen vom 27. Mai 1853 im 3. Wahlkreis des Kreises Ribe (Ribekredsen) ins Parlament gewählt und war bis zur Wahl vom 1. Dezember 1854 Mitglied des Parlaments, als er sich nicht zur Wiederwahl stellte.
Lindhardt wurde 1882 zum Ritter des Dannebrog-Ordens ernannt.

## Familie

### Ehefrau
- Johanne Thomasine Nicoline Lauritsdatter Prom (1806–1897)[3]

### Kinder
- Vincent Charles Lindhardt (1850–1922)[3]
- Lauritz Christian Lindhardt (1842–1906), Professor und Ritter des Dannebrog

### Enkelkinder
- Knud Hee Lindhardt, General und Ritter des Dannebrog-Ordens[4]
- Holger Lindhardt, Zahnarzt in Rønne[5]

### Urenkel
- Orla Holger Lindhardt, Mechanikerin und Widerstandskämpferin